# Parectromoidella laticincta
Parectromoidella laticincta är en stekelart som först beskrevs av Girault 1932.  Parectromoidella laticincta ingår i släktet Parectromoidella och familjen sköldlussteklar. Inga underarter finns listade i Catalogue of Life.